# Fababuix
Fababuix (aragonès) o Ababuj (castellà) és un municipi de l'Aragó, situat a la comarca de la Comunitat de Terol, província de Terol. Té 83 habitants (2008) i té una extensió de 54,3 km².
| 1900 | 1910 | 1920 | 1930 | 1940 | 1950 | 1960 | 1970 | 1981 | 1991 | 1996 | 2003 | 2008 |
| ---- | ---- | ---- | ---- | ---- | ---- | ---- | ---- | ---- | ---- | ---- | ---- | ---- |
| 436  | 382  | 349  | 341  | 363  | 380  | 338  | 179  | 89   | 78   | 85   | 85   | 83   |

El nom de la localitat ha patit mutacions. El 1269 era Fabbatux, el 1385 era Ababuix, durant el regnat de Pere el Cerimoniós era Ababuix. Fabaux el 1543 quan l'emperador Carles V va deixar el govern en mans de Felip II. A partir del 1722 ja apareix el seu nom actual d'Ababuj.